# Las Cruces (Gwatemala)
Las Cruces – miasto w północnej części Gwatemali w departamencie Petén, leżące w odległości 64 km na południowy zachód od stolicy departamentu i około 40 km od granicy państwowej z Meksykiem, niedaleko źródeł rzeki Usumacinta. Jest siedzibą władz gminy o tej samej nazwie, utworzonej w 2011 roku, która w 2012 roku liczyła około 35 tys. mieszkańców. Gmina jest dość duża, a jej powierzchnia obejmuje 1775 km².